# Orientis catholici

Wappen von Papst Benedikt XV.

Orientis catholici vom 15. Oktober 1917 ist ein Apostolisches Schreiben in Form eines Motu Proprio von Papst Benedikt XV., mit dem das Päpstliche Orientalische Institut in Rom als spezialisierte Forschungs- und Lehreinrichtung für Orientkunde errichtet wurde. Zugleich wurden Statuten für das Institut erlassen. Im Einzelnen bestimmte der Papst mit seinem Apostolischen Schreiben:
1. In Rom wird ein Institut zur Entwicklung der Orientkunde eingerichtet. Es wird mit dem Titel „Päpstlich“ ausgezeichnet und untersteht somit unmittelbar der Aufsicht des Papstes.
2. Das Institut wird direkt mit der Heiligen Kongregation für die östlichen Kirchen zusammenarbeiten, die Kongregation ist gleichzeitig Schnittstelle zum Papst.
3. Das Institut erhält einen eigenen Sitz in Gebäuden des Vatikans.
4. Folgende Disziplinen und Lehrinhalte sollen vermittelt werden: Orthodoxe Theologie, Wissenschaften über östliche Religionen, östliche Riten und Orientkunde; weiterhin kanonisches Recht für die Ostkirchen sowie östliche Liturgie und Literatur. Ferner gehören auch Erforschung und Vermittlung von Kenntnissen über mit dem Aufgabengebiet des Instituts zusammenhängende Geografie, Archäologie, Politikwissenschaft und die östlichen Sprachen dazu.
5. Die Studiendauer wird auf zwei Jahre festgelegt.
6. Die Kursteilnehmer sollen römisch-katholische Priester sein, sie sollen auf ein Priesteramt im östlichen Kirchenbereich vorbereitet werden.
7. Als Lehrhilfe wird dem Institut eine gut ausgestattete Bibliothek zur Seite gestellt. Es sollen dort Bücher, Zeitschriften und andere Drucke, die zum Erlernen des Lehrstoffes notwendig sind, bereitgestellt werden.